# Chiesa di San Lorenzo (Follo)
La chiesa di San Lorenzo è un luogo di culto cattolico situato nella frazione di Tivegna nel comune di Follo, in provincia della Spezia. La chiesa è sede della parrocchia omonima del vicariato dell'Alta Val di Magra della diocesi della Spezia-Sarzana-Brugnato.

## Storia e descrizione
Menzionata per la prima volta nel 1229 come dipendenza dell’antica pieve di Sant'Andrea in Castello a Montedivalli, assunse le dimensioni attuali tra il 1639 e 1642; conserva al suo interno una tela databile al 1665, attribuita al pittore Cassoni, un bassorilievo cesellato e un'ulteriore dipinto ad olio ritraente San Michele Arcangelo della scuola pittorica di Domenico Fiasella del XVII secolo.
Pregevole inoltre il coro ligneo e il quadro della Madonna della Salute, quest'ultima celebrata nel paese di Tivegna.
Originariamente la locale comunità parrocchiale era unita a quella di Santa Maria Ausiliatrice di Piana Battolla; fu il 14 marzo del 1820 che il vescovo Pio Luigi Scarabelli della diocesi di Luni-Sarzana e Brugnato scorporò le due frazioni in due parrocchie distinte.
Dipendono dalla parrocchia l'oratorio della Madonna dell'Orto, l'oratorio della Madonna della Neve e l'oratorio privato di Sant'Antonio Abate.